# 拉尔夫·梅特卡夫
拉尔夫·梅特卡夫（英語：Ralph Metcalfe，1910年5月29日—1978年10月10日），美国男子田径运动员。他曾代表美国参加1932年和1936年夏季奥林匹克运动会田径比赛，获得一枚金牌、二枚银牌和一枚铜牌。晚年担任伊利诺伊州第一國會選區众议员，并于任上去世。